# Nyírkert-rétláp
Nagytusnádtól délre, a Tusnád patak bal partján terül el a Nyírkert-rétláp.

## Leírás
Tusnád környékén számos bő hozamú borvízforrás tör a felszínre. A jótékony hatású ásványvizeket ivó és fürdőkúrában már évszázadok óta használják a környéken élők. A térségben több láp (Benes, Közép-patak lápja, Nádasfürdő lápja, Varsavész, Nyírkert, Csemő) is kialakult a gazdagon feltörő borvízforrások körül. A borvizes lápok tanulmányozása során több jégkorszakbeli maradványnövényt fedeztek fel a kutatók ezeken a területeken. A növényritkaságok élőhelyének megőrzése érdekében ezek a területek védettséget élveznek, növénytani rezervátummá nyilvánították őket. 
Nyírkert a Benes-rétláp folytatása, 4 ha területen fekszik. Megtalálható itt a  törpenyír, a kék csatavirág és a szibériai hamuvirág. 
Az Olt folyó szabályozása, a lápok területén ásott lecsapolási árkok és a „gyufával” való kaszálás következtében Nyírkert-rétlápját, a többi a térségben található láphoz hasonlóan leginkább a kiszáradás, elgyomosodás és a felégetés veszélye fenyegeti. A nem a megfelelő időben végzett kaszálás, legeltetés, a környéken élők és a kirándulók helytelen viszonyulása a védett területek iránt mind károsan érintik a lápok élővilágát, melynek következtében egyre inkább elszigetelődnek, kisebb területekre húzódnak vagy adott esetekben ki is pusztulnak az itt élő növényritkaságok.